# Karl Siebold

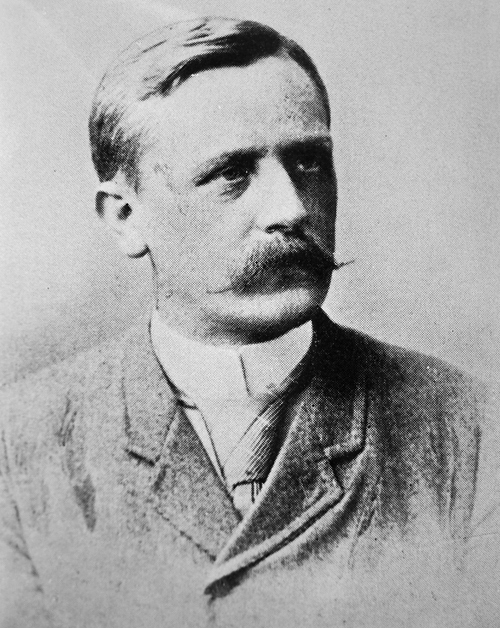
Karl Siebold

Karl Siebold (* 18. November 1854 in Schildesche, heute Bielefeld; † 16. Juli 1937 in Gadderbaum, heute Bielefeld) war ein deutscher Architekt und Leiter der Bauabteilung der Bodelschwingh’schen Stiftungen in Gadderbaum.

## Leben
Siebold wurde als dritter Sohn des Erweckungspredigers Karl Siebold (1818–1905) und dessen Frau Elise geborene Schlüter (1825–1908) geboren und wuchs in Schildesche bei Bielefeld auf. Von 1864 bis 1873 besuchte er das Gymnasium in Bielefeld und machte anschließend ein Praktikum im Hochbauamt Halle (Saale). Anschließend studierte er Architektur an der Berliner Bauakademie bei Friedrich Adler und bestand 1880 sein Erstes Staatsexamen. Während des Studiums befreundete er sich mit dem Archäologen Wilhelm Dörpfeld und dem Architekten Friedrich Graeber. Die drei jungen Männer nahmen gemeinsam an den deutschen Ausgrabungen in Olympia teil und unternahmen im Frühjahr 1881 eine archäologische Studienreise in die Magna Graecia nach Unteritalien.
Durch eine Malaria wurde Siebold gezwungen, nach Schildesche zurückzukehren. Friedrich von Bodelschwingh, der der Familie Siebold eng verbunden war, vermittelte dem Architekten nach seiner Genesung eine Stelle in der im Aufbau befindlichen Bauverwaltung der Bodelschwingh’schen Anstalten. Nach seinem zweiten Staatsexamen übernahm er 1891 die Leitung der Bauverwaltung, die er bis 1921 innehatte.
Neben seiner Tätigkeit für Bethel, die auch Lösungen für die technische Infrastruktur innerhalb der Anstalten umfasste, wurde Siebold bald zu einem gefragten Architekten für evangelische Kirchenneubauten in ganz Deutschland und Österreich, bei deren Ausstattung er jeweils Wert auf gute künstlerische Gestaltung nach dem vorherrschenden Geschmack durch Mosaiken, Ausmalungen und Glasfenster legte.
1906 wurde Siebold Leiter des neugegründeten Provinzialkirchlichen Bauamts der Evangelischen Kirche von Westfalen. In dieser Funktion prüfte er fast alle Bauentwürfe für Kirchenneubauten und deren künstlerische Ausstattung. Bis 1931 war er für das Amt als Gutachter tätig.
Des Weiteren befasste Siebold sich seit dem Beginn des 20. Jahrhunderts mit dem von Bodelschwingh geförderten Siedlungsbau für Arbeiterhäuser und- wohnungen. In diesem Kontext gründete er 1920 zusammen mit Heinrich Vormbrock die Volksbaugesellschaft mbH, Gemeinnützige Prüfungs- und Beratungsstelle für sparsame Bauweisen, für die er auch als Architekt tätig war.

## Werk

### Bauten und Entwürfe (Auswahl)

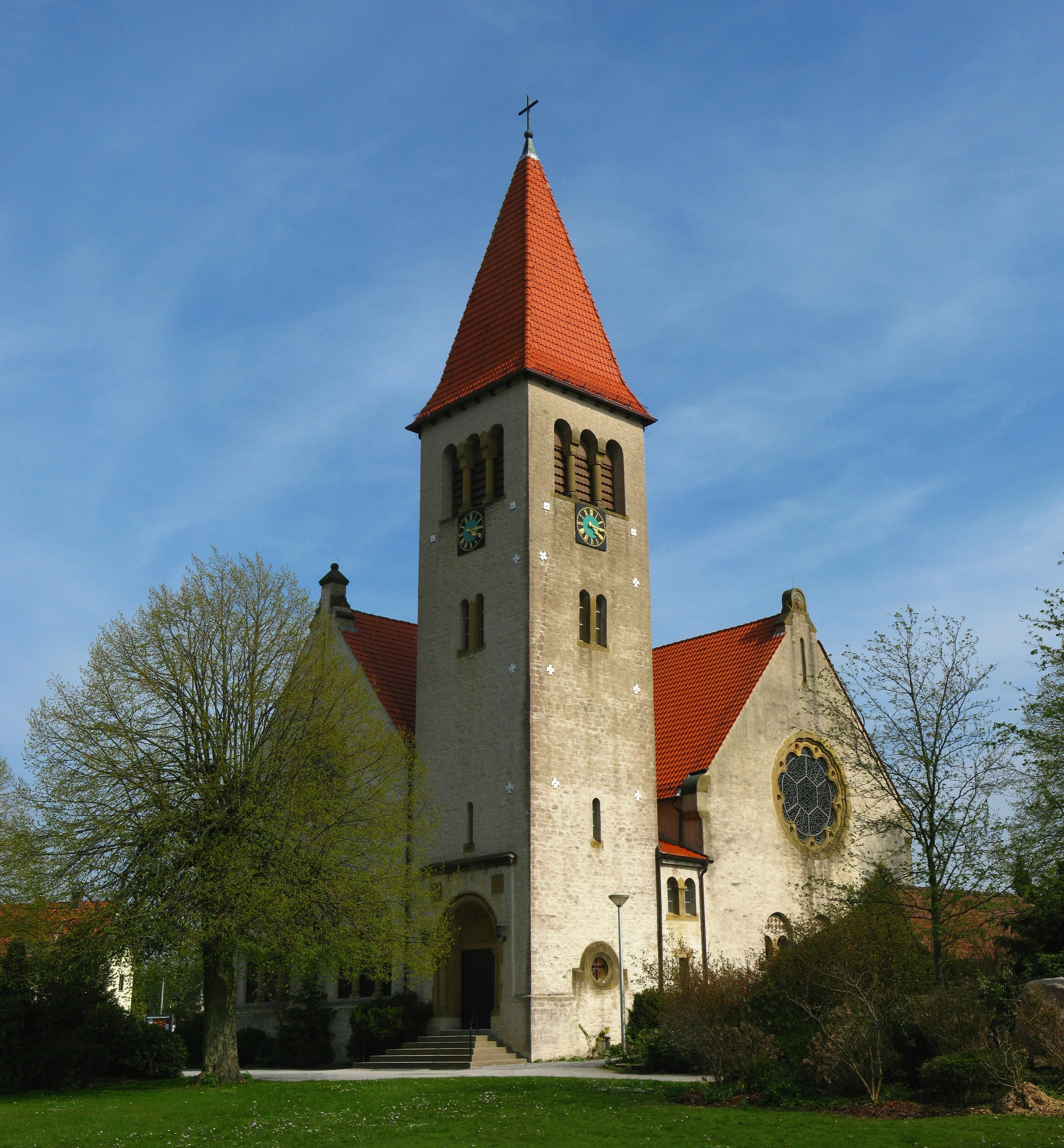
Evangelisch-reformierte Kirche Helpup, 1906–1907

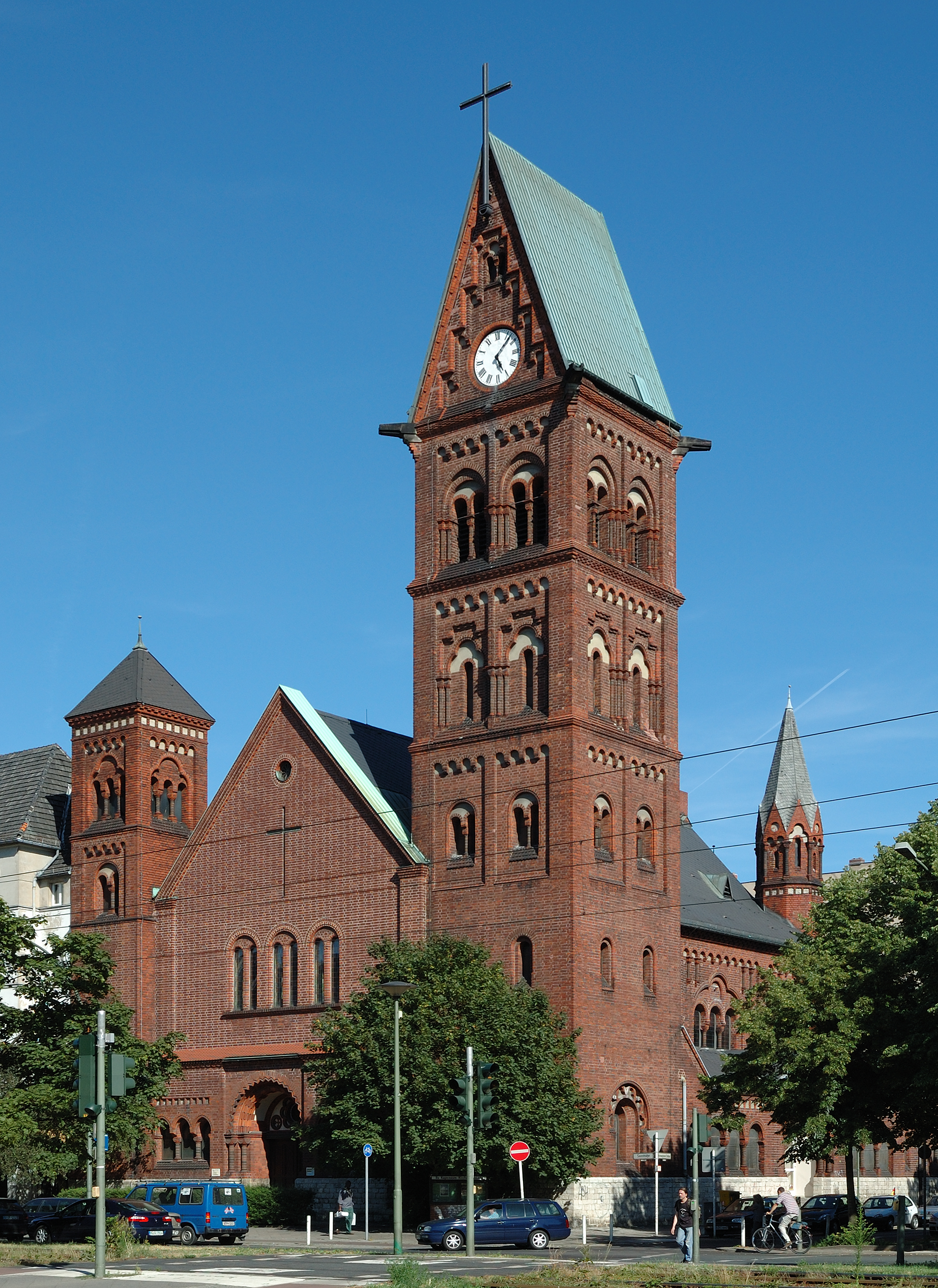
Kapernaumkirche in Berlin-Wedding, 1900–1902

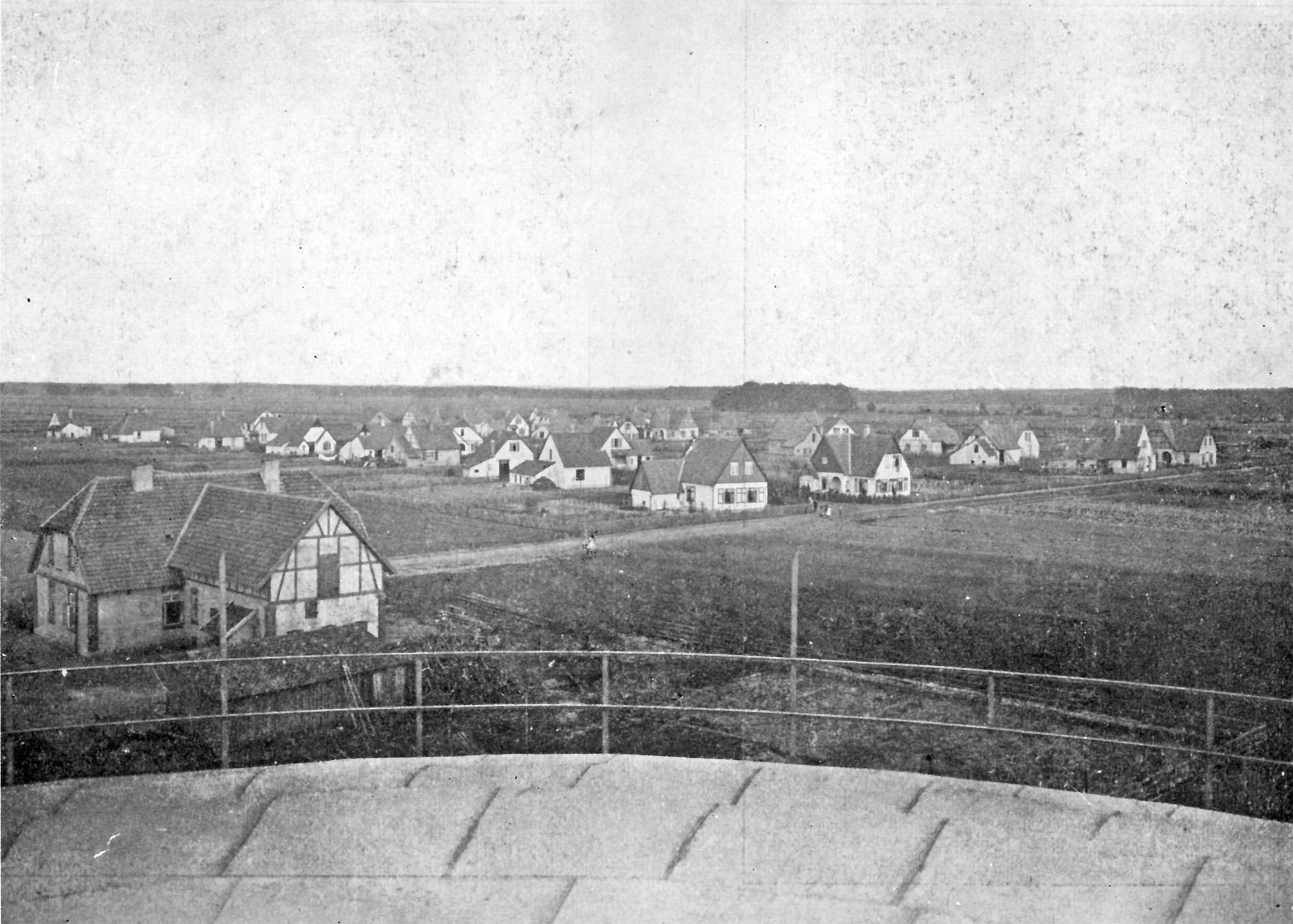
Rentengut-Kolonie Neu-Wietze, erbaut 1908–10

#### Sakralbauten
- 1880: Betsaal des Johannesstifts Bielefeld
- 1896: evangelisches Konfirmandenhaus und Gemeindehaus in Gütersloh
- 1897–1899: Anbau des Kirchturms an die Evangelische Kirche in Steinheim
- 1898: Martinikirche in Bielefeld-Gadderbaum (1909 durch einen Glockenturm und ein südliches Seitenschiff ergänzt; inzwischen zum Restaurant umgenutzt)
- 1899: Kaiser-Wilhelm-Kirche in Bad Ems
- 1900: Erlöserkirche in Münster (im Zweiten Weltkrieg zerstört; auf den Grundmauern 1949/1950 Bau einer Notkirche durch Otto Bartning)
- 1900–1902: Kapernaumkirche in Berlin-Wedding[1]
- 1901: Friedenskirche und evangelisches Gemeindezentrum in Hörstel
- 1901: Umbau und Erweiterung (Querschiff) der Dorfkirche in Steinhagen
- 1901: Kapernaumkirche in Berlin
- 1902–1903: Gemeindehaus in der Dr.-Hammacher-Straße in Duisburg-Ruhrort (Bauleitung hatte Fritz Niebel)
- 1903–1904 Evangelische Kirche in Diersdorf
- 1906: Christuskirche in Gallneukirchen, Oberösterreich
- 1906–1907: Evangelisch-reformierte Kirche Helpup und Pfarrhaus in Helpup (gemeinsam mit Otto Winckler)
- 1907: Kaiser-Friedrich-Gedächtniskirche in Kalthof (Kreis Königsberg, Ostpreußen)
- 1907: Johanneskirche in Laggenbeck
- 1907: Christuskirche in Minden-Todtenhausen
- 1907: Erweiterung der Evangelischen Kirche Bad Holzhausen in Preußisch Oldendorf
- 1907: Schwesternheim der Inneren Mission in Gütersloh
- 1908–1909: Erweiterung der evangelisch-lutherischen Erlöserkirche in Bad Salzuflen
- 1909–1910: evangelische Christuskirche in Bochum-Gerthe
- 1911: evangelische Reformationskirche in Recklinghausen, Pestalozzistraße 14
- 1911–1912: evangelische Auferstehungskirche in Brakel
- 1912: Evangelische Kreuzkirche in Hamm-Bockum-Hövel, bei der Kolonie Radbod
- 1914–1916: Evangelische Pfarrkirche in Nohfelden-Bosen-Eckelhausen, Saarland
- 1931: Gemeindesaal in Hemer-Ihmert

#### Notkirchen
Das von Siebold entwickelte Programm von Notkirchen, die in Bethel gefertigt wurden, ist heute (2011) nur noch in der Kirche Kripplein Christi in Glandorf im Landkreis Osnabrück sichtbar.
- 1912: Notkirche in Holsen-Ahle (1952 nach Glandorf versetzt und als Kirche Kripplein Christi 1952 eingeweiht)
- 1912: Notkirche in Obernbeck (1914 nach Sölde versetzt, dort in den 1940er Jahren durch Brand zerstört)

#### Siedlungsbauten
- 1905: Kolonie Radbod in Hamm-Bockum-Hövel[2]
- 1908–1910: Rentengutskolonie Neu-Wietze in Wietze, Ldkr. Celle.
- 1918–1923: Siedlung Bergfrieden des Siedlerbundes Bergfrieden im Barmen-Lichtenplatz (heute Wuppertal)
- 1920: Lehmbauten der Volksbaugesellschaft mbH – Gemeinnützige Prüfungs- und Beratungsstelle für sparsame Bauweisen, ausgeführt in Schweicheln-Bermbeck[3]

### Schriften
- (mit Friedrich Graeber, Wilhelm Dörpfeld und Richard Borrmann): Über die Verwendung von Terrakotten am Geison und Dache griechischer Bauwerke. G. Reimer, Berlin 1881, als Digitalisat: online.
- Die Notkirche. Ein Beitrag zur Lösung einer Kirchennot. Bethel 1905.
- Viventi satis. (Genug zum Leben) Arbeiterheim, Bethel bei Bielefeld.
  - Teil 2: Alte Bauweisen in neuzeitlicher Form: Ein Beitrag zur Umschulung unserer Bauweise. 1918.
  - Teil 3: Die Abschaffung der Baupolizei: Ein Beitrag zur Umschulung der Baupolizei. 1919.